# Лансеро, Эдуар

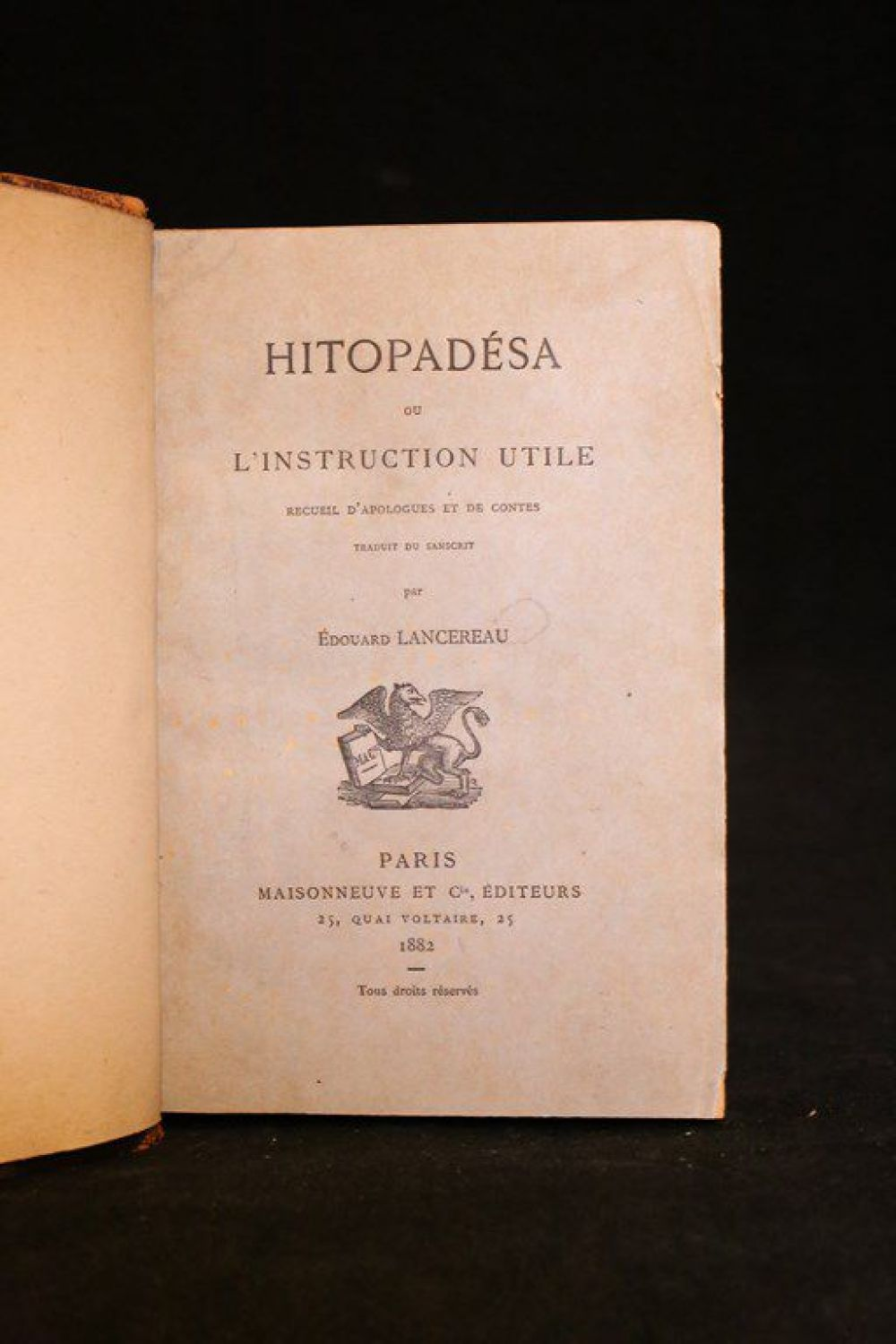
«Hitopadésa». 1882

Эдуа́р Лансеро́ (фр. Édouard Lancereau; 27 июня 1819, Седан — 25 декабря 1895, Лизьё) — французский учёный-востоковед, индолог, санскритолог, лингвист, фольклорист, переводчик.

## Биография
Родился в Седане. Учился в Коллеж де Франс в Париже, в том числе санскриту у Эжена Бюрнуфа. Некоторое время преподавал в Коллеже де Шарлемань, затем сосредоточился на исследованиях и переводах (с санскрита и хинди). Работал корректором в Imprimérie National.
Опубликовал «Хинди и индуистскую хрестоматию» («Chréstomatie hindie et hindoue», 1849), «Шрутабодха: трактат о санскритской просодии» (1855), «Панчатантра, или Пять принципов», сборник пословиц и сказок, (1871) и перевод индийских басен «Гитопадесы или Полезной инструкции» (1855), «Пахтанье моря» (1847), «Отрывки из Бетал-патчи» (1851), «Брамин и горшок с мукой» и другие.
Автор многих статей и переводов в «Journal asiatique» и «Encyclopédie du XIX siècle».
Умер в Лизьё.